# Acre
Acre (Plural deutsch Acre oder Acres; englisch acre, Plural acres) ist eine von den Britischen Inseln stammende angloamerikanische Maßeinheit zur Flächenbestimmung von Grundstücken und entspricht circa 4047 m² beziehungsweise 0,4 ha. Abgekürzt wird diese Einheit mit ac. Typologisch vergleichbare Maßeinheiten sind der Morgen, das Tagewerk, das Joch und die Juchart.
In den Vereinigten Staaten wird die Größe von Grundstücken bei Land- und Grundvermessungen allein mit den beiden Flächeneinheiten Acre und Square Foot angegeben. Weit verbreitet sind diese Einheiten auch in Großbritannien, Kanada, Indien, Australien und anderen Commonwealth-Staaten, obwohl dort heute ein metrisches Hauptmaßsystem besteht. Die landwirtschaftliche Anbaufläche wird dort auch als Acreage bezeichnet.

## Begriff

### Definition

Vergleich einiger Flächeneinheiten mit dem Acre.

Heutzutage wird der Acre direkt mit 43.560 Square Feet definiert, weil die zur ursprünglichen Definition verwendeten Längenmaße Furlong und Rod mittlerweile ungebräuchlich sind.
| 1 Acre | = | 43.560 Square Feet | = | 4046,8564224 m² ≈ 4047 m² |

Unter Einbezug der Meile sowie den heutzutage nicht mehr gebräuchlichen Flächenmaßen Rood, Square Chain und Square Rod (auch als Square Perch, Perch, Square Pole, Pole bezeichnet) ergibt sich die folgende Umrechnung:
| 1/640 Square Mile | = | 1 Acre | = | 4 Roods | = | 10 Square Chains | = | 160 Square Rods | = | 43.560 Square Feet |

### Praktische Verwendung
Der Acre ist das Hauptmaß für Grundstücksflächen. In der Regel werden nicht mehr als zwei Nachkommastellen angegeben, womit eine Genauigkeit von ±20 m² vorliegt. Sobald genauere Angaben erforderlich sind, beispielsweise bei Bauland, wird die Flächeneinheit Square Foot verwendet.
Bei landwirtschaftlich genutzten Grundstücken werden die Flächen in Workable Acre und Non Workable Acre unterteilt. Damit gemeint sind die tatsächlich nutzbare Fläche und die für landwirtschaftliche Zwecke nicht nutzbare Fläche, wie beispielsweise Ödland.
Auch sehr große Grundflächen werden in Acre angegeben, beispielsweise 87.000 ac (≈ 350 km²). Eine Umrechnung in Quadratmeilen erfolgt in der Regel nicht.

### Acre als Grundlage für abgeleitete Einheiten
- Im Bereich der Landwirtschaft bezieht sich der Flächenertrag auf den Acre. Bei Getreide wird der Ertrag in bushel/acre angegeben.
- Der Preis für Land aller Arten wird in den Vereinigten Staaten und Kanada in $\acre angegeben.

| Umrechnung von $/acre nach $/ha: | 1 $/acre = 2,4711 $/ha |
| Umrechnung von $/ha nach $/acre: | 1 $/ha = 0,4047 $/acre |
- Der acre-foot sowie der acre-inch sind in den Vereinigten Staaten Volumeneinheiten für große Wassermengen, beispielsweise beim kommunalen Wasserverbrauch oder bei landwirtschaftlicher Bewässerung.

## Geschichte

### Ursprüngliche Definition
Die Einheit acre, von altenglisch æcer ‚Acker, Feld‘, bezeichnete ursprünglich den Landstreifen, der mit einem Ochsengespann in einem Tag gepflügt werden konnte. Unter König Eduard I. sowie erneut unter Eduard III. und Heinrich VIII. wurde der Acre gesetzlich als ein Stück Land mit der Länge von 40 Rods (oder Perches; = 1 Furlong oder 660 Feet) und der Breite von 4 Rods (oder Perches; = 66 Feet oder [seit 1620] 1 Chain) beziehungsweise 160 Square Rods (Quadratruten) bei welcher Grundstücksform auch immer definiert.

### U.S. Survey Foot
In den USA basierten die Landflächeneinheiten noch bis Ende 2022 auf dem dann ersatzlos abgeschafften U.S. survey foot. Der aus dem Survey Foot abgeleitete Acre ist mit einer Fläche von ca. 4046,8726099 m² um etwa 162 cm² geringfügig größer als der auf dem Standard-Foot basierende Acre.

### Historische Einheiten
Obgleich auf den Britischen Inseln die Größe des Acres seit dem Hochmittelalter mit 160 Square Rods definiert war, war dessen Fläche je nach Ort und Zeit uneinheitlich, da die Längeneinheit Rod oder Perch verschiedenen Fuß-Äquivalenten entsprach. Erst mit der Neudefinition der Imperial Units durch den Weights and Measures Act von 1824 wurde ein für das gesamte Britische Weltreich einheitlicher Acre geschaffen.
Vor der Einführung des Imperial Standard Acre (Statute Acre) gab es unter anderem den alten schottischen Acre, den neuen schottischen Acre, auch als Cunningham Acre bezeichnet, oder den irischen bzw. Plantation Acre. Beispielsweise hat der Cunningham Acre etwa die 1,3-fache Größe, der Plantation Acre grob die 1,6-fache Größe des heutigen Acres. Einige dieser veralteten Maße waren teilweise bis ins 20. Jahrhundert gebräuchlich, so in abgelegenen Gebieten Irlands.
In der Normandie, Frankreich, war auch die Acre [akr] je nach Ort und Zeit uneinheitlich und sogar manchmal im gleichen Bezirk, wie zum Beispiel im pays de Caux, wo es grande acre (68 Are und 66 Zentiare) und petite acre (56 bis 75 Zentiare) gab.